# Live Earth

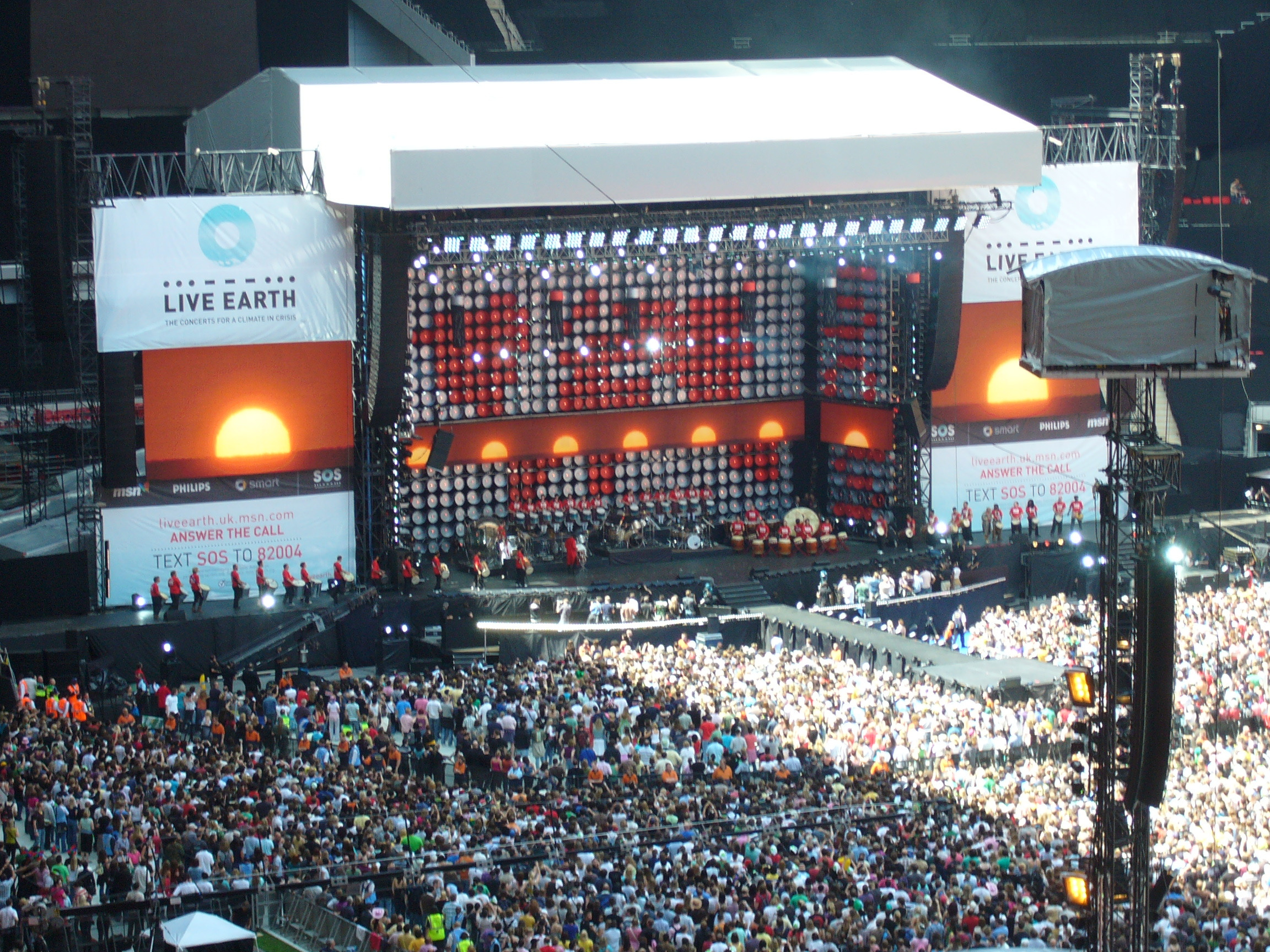
Live Earth, Wembley Stadion, London.

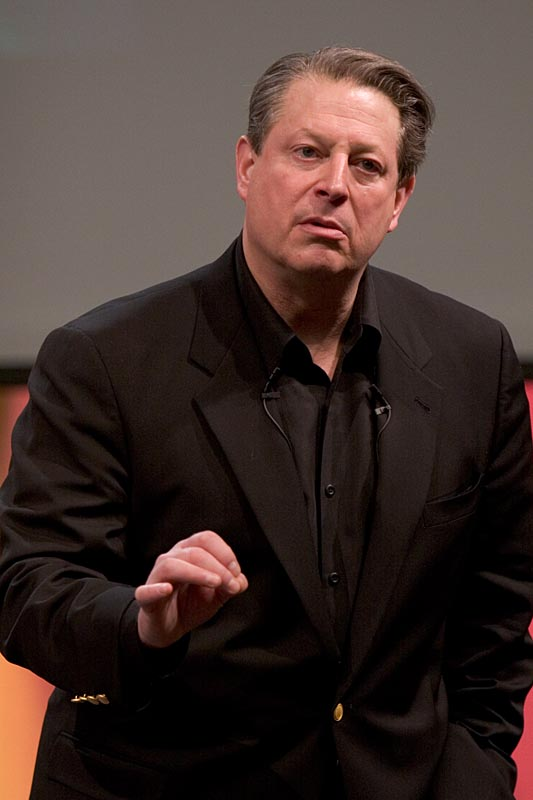
Al Gore a globális felmelegedés elleni küzdelem első embere

A Live Earth egy koncertsorozat a globális felmelegedés ellen. 2007. július 7-én hét kontinensen léptek fel művészek, hogy a globális felmelegedésre hívják fel az emberek figyelmét. Az esemény megtekinthető az MSN weboldalán videó formájában.
Al Gore elsőnek 2007. február 15-én adta hírét a közelgő akciónak Los Angelesben. 2007. június 28-án az eseményt Live Earth Call to Actionnek nevezték. Ez az SOS a világ összes polgárának szól. Al Gore segítségére Kevin Wall volt a program szervezésében. Al Gore az eseményre végül nem tudott elutazni a fia miatt. A koncertek alatt az embereket arra kérték, hogy támogassák a következő hét pontot:
- 1. Követeld az országod vezetőitől, hogy csatlakozzanak egy nemzetközi egyezményhez, mely a globális felmelegedést megállítja, mindezt tedd a következő generációk egészségéért;
- 2. Tegyél személyesen a globális felmelegedés ellen lépéseket a saját CO2-kibocsátásod lecsökkentésével. (carbon neutral)
- 3. Harcolj azért, hogy moratóriumot vezessenek be minden olyan létesítmény ellen, ami szenet éget, de nem képes biztonságosan megkötni a felszabaduló szén-dioxidot;
- 4. Az energiatakarékosságot tartsd mindig szem előtt legyél akár otthon, akár a munkahelyeden, az iskoládban, akár épp közlekedni készülsz.
- 5. Harcolj törvényekért, melyek a megújuló energiaforrásokat szorgalmazzák, csökkentsd az olaj és a szén felhasználását, égetését.
- 6. Ültess fákat, csatlakozz másokhoz, tiltakozzatok az erdőirtások ellen.
- 7. Támogass olyan politikai vezetőket, akik a globális felmelegedés megoldásán dolgoznak. Tedd mindezt a 21. századért.

## Helyszínek

Live Earth-helyszínek

- Afrika (Coca Cola Dome, Randburg near Johannesburg, Dél-Afrika)
- Észak-Amerika (Giants Stadium, East Rutherford, New Jersey, United States), National Mall, Washington DC, USA
- Dél-Amerika (Copacabana Beach, Rio de Janeiro, Brazília)
- Ázsia (Makuhari Messze, Csiba, Japán), (Tó-dzsi, Kiotó, Japán), (Oriental Pearl Tower, Shanghai, Kína)
- Ausztrália (Sydney Football Stadium, Moore Park, Sydney, Ausztrália)
- Európa (Wembley Stadium, London, UK), (HSH Nordbank Arena, Hamburg, Németország)
- Antarktisz (Rothera Research Station)

## Fellépők

### Wembley Stadion(Egyesült Királyság)
| - The S.O.S. Allstars - Genesis - Razorlight - Snow Patrol - Damien Rice & David Gray - Kasabian - Paolo Nutini - The Black Eyed Peas - John Legend - Duran Duran - Red Hot Chili Peppers - Bloc Party - Corinne Bailey Rae - Terra Naomi - Keane - Metallica - Spinal Tap - James Blunt - Beastie Boys - Pussycat Dolls - Foo Fighters - Madonna Konferálók - Alan Carr - Boris Becker - Chris Moyles - David Tennant - Eddie Izzard - Gerard Butler - Geri Halliwell - Chris Rock - Jonathan Ross - June Sarpong - Kyle MacLachlan - Ryan Bonifacino - Ricky Gervais - Rob Reiner - Russell Brand - Terence Stamp - Blue King Brown - Toni Collette & the Finish - Sneaky Sound System - Ghostwriters - Paul Kelly - Eskimo Joe - Missy Higgins - The John Butler Trio - Wolfmother - Jack Johnson - Crowded House Konferálók: - Peter Garrett - Jimmy Barnes - Hamish & Andy - Tim Ross - Adam Spencer - Ian Thorpe - Genki Rockets - RIZE - Ayaka - Ocuka Ai - Ai - Xzibit - Abingdon Boys School - Cocco - Linkin Park - Kóda Kumi - Rihanna Konferálók: - Vatanabe Ken - Rip Slyme - Ua - Bonnie Pink - Michael Nyman - Yellow Magic Orchestra - Shakira with Gustavo Cerati - Snoop Dogg - Roger Cicero - MIA. - Sasha - Stefan Gwildis - Marquess - Maria Mena - Lila Downs - Silbermond - Michael Mittermeier - Chris Cornell - Enrique Iglesias - Jan Delay - Juli - Katie Melua - Lotto King Karl - Maná - Mando Diao - Reamonn with Ritmo Del Mundo - Revolverheld - Samy Deluxe - Cat Stevens Konferálók: - Katarina Witt - Bianca Jagger - Gülcan Karahancı | - Kenna - KT Tunstall - Taking Back Sunday - Keith Urban és Alicia Keys - Ludacris - AFI - Fall Out Boy - Akon - John Mayer - Melissa Etheridge - Alicia Keys - Dave Matthews Band - Kelly Clarkson - Kanye West - Bon Jovi - The Smashing Pumpkins - Roger Waters - The Police Konferálók - Kevin Bacon - Leonardo DiCaprio - Al Gore - Dhani Jones - Petra Nemcova - Zach Braff - Randy Jackson - Rachel Weisz - Jane Goodall - Abigail és Spencer Breslin - Rosario Dawson - Robert Kennedy, Jr. - Cameron Diaz - Blues Nation - Garth Brooks - Native Roots - Yarina - Trisha Yearwood Konferáló: - Al Gore - Danny K - Angelique Kidjo - Baaba Maal - Vusi Mahlasela - The Parlotones - The Soweto Gospel Choir - Joss Stone - UB40 - Zola Konferálók: - Naomi Campbell - DJ Suga - Xuxa - Jota Quest - MV Bill - Marcelo D2 - Pharrell Williams - O Rappa - Macy Gray - Jorge Ben Jor - Lenny Kravitz - Evonne Hsu - Anthony Wong - Soler - Huang Xiao Ming - 12 Girls Band - Joey Yung - Winnie Hsin - Sarah Brightman - Wang Xiao Kun - Eason Chan - Wang Chuang Jun - Wang Rui - Pu Ba Jia - Nunatak |

## Külső hivatkozások
- liveearth hivatalos weblapja
- Az eseményt videón bárki követheti a liveearth.msn.com-on
- Madonna "Hey You" (Official Live Earth Video) – Youtube
- Youtube